# جاستين إيليرز
جاستين إيليرز (بالألمانية: Justin Eilers)‏ (13 يونيو 1988 ببراونشفايغ في ألمانيا - ) هو لاعب كرة قدم ألماني في مركز الهجوم. لعب مع آينتراخت براونشفايغ ودينامو دريسدن ونادي فولفسبورغ وEintracht Braunschweig II ‏ وGoslarer SC 08 ‏ وVfL Bochum II ‏ وFT Braunschweig ‏.

## وصلات خارجية
- جاستين إيليرز على موقع قاعدة بيانات كرة القدم.إي يو (الإنجليزية)
- جاستين إيليرز على موقع بيانات كرة القدم. دي إي (الألمانية)
- جاستين إيليرز على موقع Soccerway.com (الإنجليزية)
- جاستين إيليرز على موقع عالم كرة القدم.نت (الإنجليزية)
- جاستين إيليرز على موقع AS.com (الإسبانية)